# Georges Bianchini
Vous pouvez aider à l'améliorer ou bien discuter des problèmes sur sa page de discussion.
- Il ne cite pas suffisamment ses sources. Vous pouvez indiquer les passages à sourcer avec {{référence nécessaire}} ou {{Référence souhaitée}}, et inclure les références utiles en les liant aux notes de bas de page. (Marqué depuis juin 2014)
- Sa forme n’est pas encyclopédique et ressemble trop à un curriculum vitæ. Modifiez le texte pour aider à le transformer en article neutre. (Marqué depuis mars 2024)

- Archive Wikiwix
- Bing
- Cairn
- DuckDuckGo
- E. Universalis
- Gallica
- Google
- G. Books
- G. News
- G. Scholar
- Persée
- Qwant
- (zh) Baidu
- (ru) Yandex
- (wd) trouver des œuvres sur Wikidata

Georges Bianchini est un artiste sculpteur et peintre italo-belge né le 21 mai 1954 à Berloz. Il a fait ses études à l'Académie Royale des Beaux-Arts de Liège en atelier de sculpture entre 1972 et 1978 et il est mort tragiquement dans l'incendie de son atelier le 22 janvier 1987 à Liège.

## Biographie
Georges Bianchini est né à Berloz, en Belgique, dans une famille d'expatriés italiens originaire de La Spezia, dans le nord-ouest de l'Italie.
Après sa scolarité à Huy, il a étudié la sculpture à l'Académie des Beaux-arts de Liège. Depuis l'obtention de son diplôme en 1978, il a présenté son travail artistique lors de diverses expositions en Belgique, en France et en Italie.
La principale caractéristique de ses œuvres protéiformes réside dans l'association de la matière et de la couleur. Les sculptures peuvent être réalisées en pierre, en plâtre ou en argile avec l'ajout d'une ou de plusieurs couleurs, mais toujours inspirées par une idée au départ et souvent teintées d'humour.
Quant à leur forme finale, les œuvres peuvent être aussi bien hyperréalistes (autoportrait d'un homme âgé, chauve et bedonnant, 1977), que minimalistes (huit parallélépipèdes juxtaposés sculptés dans du marbre de Carrare, 1983). Le titre de l'une de ses premières œuvres était « n'importe quoi, n'importe comment » comme pour signifier que le simple fait de créer était essentiel pour lui, tel un artiste-artisan évoluant au gré des inspirations du moment.

## Expositions personnelles
- 2008 : MAMAC[3], Musée d'Art Moderne et d'Art Contemporain, Liège[4] "Autour d’une affiche..."
- 2007 : Centre Culturel de Marchin[5]
- 1997 : MAMAC, Musée d'Art Moderne et d'Art Contemporain, Liège

Galerie L'A, Liège
- 1987 : Galerie du Cirque Divers, Liège
- 1985 : Galerie du Cirque Divers, Liège "Vraies ombres faussement (re)portées. Fausses ombres vraiment portées? En tout cas vraies sculptures".
- 1982 : Foyer Culturel de Seraing[6]

Galerie L'A, Liège
- 1980 : A.S. Galerie, Liège "Regarder, Écouter, Toucher"
- 1979 : Galerie du Cirque Divers, Liège

## Expositions collectives
- 2023 : Exposition : VOLUMES, OYOU, Marchin
- 1993 : Pierres, Foyer Culturel et Maison de la Poésie, Amay
- 1988 : Couleurs en Val Mosan, Galerie Juvénal, Huy
- 1986 : 2 x 3 Luikse kunstenaars, Regentat Plastische Kunsten, Tirlemont

Communications, Grand Palais, Paris
Art Actuel III, Musée d'Art Moderne et parc de la Boverie, Liège
Espace et Matière, Université Paris VI - Centre culturel Paris 7ᵉ
Sculpture et Voix Humaine, Galerie du Cirque Divers, Liège
Galerie L'A - Rétrospective, Musée d'Art Moderne, Liège
- 1985 : Un groupe d'artistes italiens (avec dames), Maison des Artistes, Liège

Art Actuel VI, Musée d'Art Moderne, Liège
Signatures, Galerie L'A à Liège
- 1984 : Concours d'Art Urbain de la Ville de Liège, Musée d'Art Moderne, Liège

Droit de l'Homme, Musée Saint Georges, Liège
Art Actuel, Foyer Culturel, Chaudfontaine
Sculptures sur les terrasses, Maison des Artistes, Liège
13 Interventions dans le Lieu, Ancien Cirque d'Hiver, Liège
Le Lieu en Projet, Galerie L'A, Liège
- 1983 : Scolpire all'aperto, Giardini Pubblici di Marina de Carrara
- 1982 : La Marelle, Galerie L'A, Liège

Deuxième Quadriennale des Jeunes Artistes Liègeois, Musée de l'Art Wallon, Liège
- 1981 : Grand Prix de la Ville de Liège, Salon de l'Échevinat des Affaires Culturelles

Le Chat dans l'art liégeois contemporain, Galerie de la Province de Liège
- 1980 : Artistes liégeois de la Principauté, Ramet-Flémalle, La Châtaigneraie

## Participations et prix
- 1984 : Concours d'Art urbain de la ville de Liège
- 1984 : 2e Symposium International de sculpture sur pierre à Fanano[7]
- 1983 : 5e Symposium International de sculpture à Carrare
- 1982 : Prix de la pierre et du métal à Liège
- 1981 : Grand Prix de sculpture de la ville de Liège

## Catalogues
- Rétrospective Georges Bianchini, musée d'art moderne et d'art contemporain de Liège (1991-1998)

## Œuvres acquises
- 1984 : Administrations Communales de Fanano
- 1983 : Administrations Communales de Carrare
- 1981 : Musée de l'Art Wallon à Liège